# رعبون
رعبون (به عربی: رعبون) یک روستا در سوریه است که در حماه واقع شده‌است. رعبون ۳۸۷ نفر جمعیت دارد.